# FC UkrAhroKom Holovkivka
El FC UkrAhroKom Holovkivka fue un equipo de fútbol de Ucrania que alguna vez jugó en la Persha Liha, la segunda liga de fútbol en importancia en el país.

## Historia
Fue fundado en el año 2008 en el poblado de Holovkivka del distrito de Oleksandria e ingresó a la Liga de Kirovogrado ese año. Un año más tarde ganaron la copa regional y clasificaron a la Copa Amateur de Ucrania por primera vez, en la cual llegaron a las semifinales. En 2010 volvieron a ganar la copa regional y ese año anunciaron el interés de convertirse en un equipo profesional y jugar en la Druha Liha para la temporada 2011/12.
El 20 de junio de 2011 le fue aceptada al club la condición como equipo profesional, aunque originalmente el club debió jugar sus partidos de local en el poblado de Pryiutivka, ubicado a 40 kilómetros de Holovkivka, aunque regresaron a su ciudad en la temporada 2011/12. En la temporada 2012/13 lograron ascender a la Persha Liha, pero antes de iniciar la temporada 2014/15 el club se fusionó con el PFC Oleksandria para crear al FC Oleksandria.

## Palmarés
- Druha Liha Grupo B: 1

2012/13
- Copa Regional de Kovorogrado: 2

2009, 2010

## Últimas Temporadas
| Temporada | División  | Pos. | J  | G  | E | P  | GF | GC | Pts. | Copa          | Europa | Europa | Notas                                |
| --------- | --------- | ---- | -- | -- | - | -- | -- | -- | ---- | ------------- | ------ | ------ | ------------------------------------ |
| 2010      | 4ª Gr.2   | 3    | 6  | 2  | 1 | 3  | 7  | 14 | 7    | Amateur's Cup |        |        |                                      |
| 2011      | 4ª Gr.2   | 4    | 10 | 5  | 0 | 5  | 20 | 12 | 15   | —             |        |        |                                      |
| 2011–12   | 3ª "A"    | 5    | 26 | 14 | 6 | 6  | 43 | 25 | 36   | 1/32          |        |        |                                      |
| 2012–13   | 3ª "B"    | 1    | 24 | 15 | 5 | 4  | 38 | 17 | 50   | 1/8           |        |        |                                      |
| 2012–13   | 3ª "2"[8] | 1    | 34 | 20 | 7 | 7  | 51 | 25 | 67   | 1/8           |        |        | Promovido[6]                         |
| 2013–14   | 2ª        | 8    | 30 | 11 | 9 | 10 | 27 | 27 | 42   | 1/16          |        |        | Se fusionó con el PFC Oleksandria[7] |